# Magellan Planet Search Program

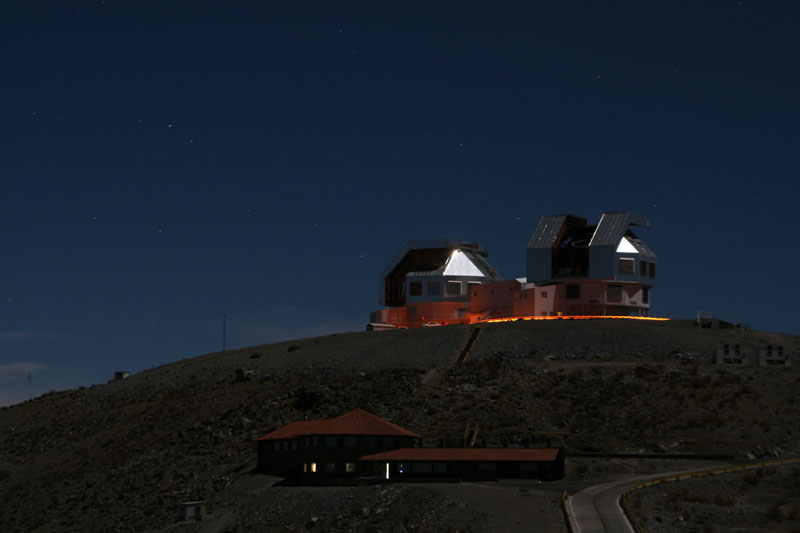
Observatoire Las Campanas (Chili), dans lequel est installé l'instrument MIKE

Le Magellan Planet Search Program est un projet de recherche de planètes extrasolaires (exoplanètes).
Il utilise l'instrument MIKE (abréviation de Magellan Inamori Kyocera Echelle,), un spectrographe échelle installé sur le télescope Magellan II (Clay) de l'observatoire de Las Campanas au Chili.
Il a permis de découvrir onze exoplanètes confirmées :
- HD 48265 b[3],[4]
- HD 43848 b[3],[5]
- HD 86226 b[6],[7]
- HD 129445 b[6],[8]
- HD 143361 b[3],[9]
- HD 152079 b[6],[10]
- HD 164604 b[6],[11]
- HD 175167 b[6],[12]
- HD 28185 b[3],[13]
- HD 111232 b[3],[14]
- HD 106906 b[15],[16]